# 비즈니스 프로세스
비즈니스 프로세스(business processes) 또는 업무 과정(業務過程)은 특정 고객을 대상으로 특정 서비스의 제품을 생산하는 활동이나 태스크의 구조, 관계에 대한 집합이다. 논리적으로 관련된 작업 및 조직이 구체적인 비즈니스 결과를 생성하는 시간과 이러한 활동을 구성하고 조정하는 고유한 방식으로 개발된 것을 가리킨다.
새 상품을 개발, 생성 및 주문 이행, 마케팅 계획을 작성하고, 직원을 고용하거나 조직들이 비즈니스를 수행하는 방법들이 비즈니스 프로세스의 예이다.
비즈니스 프로세스 관리(Business Process Management)나 업무 재설계(業務再設計, Business process reengineering)에서 대상으로 삼는 것은 업무의 결과가 아닌 과정이다. 그 과정을 최적화하거나 불필요한 과정을 생략하는 방법을 사용한다.

## 같이 보기
- 비즈니스 프로세스 관리
- 업무 재설계